# Burkaniv, Terebovlea
Burkaniv (în ucraineană Бурканів) este o comună în raionul Terebovlea, regiunea Ternopil, Ucraina, formată numai din satul de reședință.

## Demografie
Componența lingvistică a comunei Burkaniv
     Ucraineană (99,53%)
     Alte limbi (0,47%)
Conform recensământului din 2001, majoritatea populației comunei Burkaniv era vorbitoare de ucraineană (99,53%), existând în minoritate și vorbitori de alte limbi.